# Japanagromyza nigrihalterata
Japanagromyza nigrihalterata este o specie de muște din genul Japanagromyza, familia Agromyzidae, descrisă de Spencer în anul 1959. Conform Catalogue of Life specia Japanagromyza nigrihalterata nu are subspecii cunoscute.